# 信任投票
信任投票（しんにんとうひょう）とは、対抗馬がなく、単一の候補者を信任するか信任しない（不信任）かの選択肢しか与えられていない選挙を指す。一党制や、ヘゲモニー政党制を取っている国々で行われている。その他、複数政党制の国家でも立候補者が定数と同じであるときに無投票当選ではなく信任投票を行う場合がある。

## 解説
かつての社会主義国では、信任投票が普遍的な制度であり、しかも公開投票であるため「不信任」と書くと、様々な自由が著しく制約された。しかし、近年の中華人民共和国における最下級の人大代表（議員）の直接選挙において、定数を上回る立候補者が存在する差額選挙が導入され、選挙は必ずしも信任投票のみとは限らなくなっている。
自由選挙の国では、立候補者が定数に満たなかった場合には、立候補者が無投票で当選することを規定していることがある。また、当選枠分が有力候補ですでに埋まり、他候補が泡沫候補だけである無風選挙の場合（特に、日本における自治体の知事選挙や市町村長選挙における「自民・公明・立憲民主・国民民主」相乗りの「オール与党候補」対「共産党の新人候補」の「一騎打ち」）には、事実上の信任投票といわれることがある。かつてロシア連邦では、立候補者数が定数以下であるか否かを問わず「全ての候補に反対」の投票項目を設け、どのような場合でも信任投票を行う選挙制度を有していた。
日本では、最高裁判所裁判官国民審査において、信任投票が行われている。